# 276년

## 연호
- 서진(西晉) 함녕(咸寧) 2년
- 오(吳) 천책(天冊) 2년 / 천새(天璽) 원년

## 기년
- 서진(西晉) 무제(武帝) 12년
- 오(吳) 말제(末帝) 13년
- 신라(新羅) 미추 이사금(味鄒泥師今) 15년
- 고구려(高句麗) 서천왕(西川王) 7년
- 백제(百濟) 고이왕(古爾王) 43년

## 사건
- 음력 2월, 신라의 신료(臣寮)들이 궁실(宮室)을 다시 지을 것을 청하였으나, 신라의 왕은 심히 사람을 힘들게 하는 것이라며 따르지 않았다.

## 참고 문헌
- 김부식 (1145). 〈권02 미추 이사금 條〉. 《삼국사기》.